# Copa del Rey de fútbol 1905
La Copa del Rey de Fútbol 1905, y oficialmente Campeonato de España de 1905, fue la tercera edición de la Copa de Su Majestad el Rey, entonces denominado Campeonato de España. Se disputó en Madrid en el mes de abril de 1905 y fue conquistada por primera vez por el Madrid Foot-Ball Club, que desbancó al Athletic Cluben su primer título nacional.
Se disputó bajo la organización del Madrid Foot-Ball Club nuevamente como una liguilla triangular a una sola vuelta, entre los días 16 y 18 de abril en el Campo del Retiro de Madrid, comúnmente conocido como el Campo del Tiro de Pichón. Finalmente se redujo a dos partidos por el transcurrir de los resultados y encontrarse ya decidido el título sin ser necesaria la disputa del tercero y último.

## Desarrollo
Tras la mala organización de la edición anterior, de nuevo el Madrid F. C. se hizo cargo del torneo. Así, publicó sus bases intentando reunir a la mayoría de clubes registrados en España, con especial interés a las sociedades de Madrid, Cataluña y el País Vasco, habituales y decanos contendientes del torneo:

Bases del Campeonato de España de 1905

1.º “Podrán tomar parte en este concurso, todas las Sociedades de Fool-Ball Asociación de España, legalmente constituidas.

2.º Para hacer la inscripción se dirigirán al Vice-Presidente del Madrid Foot-Ball Club, D. Federico Revuelto. Alcalá Galiano, 8, antes del 8 de Abril de 1905, en carta certificada, firmada por el Presidente o el Secretario y acompañando una lista con el equipo de jugadores y suplentes, cuyo número es ilimitado, firmada por el Capitán.

3.º Sólo podrán tomar parte en este concurso, jugadores pertenecientes a una sola Sociedad y que estén domiciliados en España por lo menos desde la fecha de la inscripción.

4.º En este Concurso sólo podrán tomar parte una Sociedad o Club por cada provincia o región. Si en una provincia se inscribieran dos ó más Sociedades, celebrarán entre sí partidos eliminatorios bajo las condiciones siguientes:
a) Elegirán un Jurado que resolverá sin apelación.
b) Antes de la fecha de inscripción se habrán jugado los partidos eliminatorios en provincia., siendo el vencedor el que concurrirá al Campeonato.

5.º Si en alguna provincia se estuviera celebrando otro Concurso, será válido el resultado del mismo, siempre que las Sociedades inscritas se atengan a las bases l.º, 2.º y 3.º,

6.º Los partidos del Concurso, se celebrarán en Madrid los días 16, 17 y 18 de Abril de 1905, en los campos, días y horas que la Sociedad Organizadora anuncie oportunamente.

7.º Los partidos del Campeonato en Madrid se jugaran por series eliminatorias previo sorteo, obteniendo el Campeonato el vencedor.

8.º Los partidos se jugarán con cualquier tiempo si no hay acuerdo en contra por parte de los Capitanes respectivos.

9.º Los árbitros o referees se nombrarán de acuerdo entre los Capitanes y si no están conformes en la elección, el Jurado los designará.

10.º En caso de empate el juez árbitro podrá prolongar el partido por tiempo de quince minutos con cambio de terreno a los siete y uno de descanso.

11.º El juez árbitro dará cuenta antes de las veinticuatro horas de terminados los partidos del resultado de los mismos, al Jurado, en acta firmada por él y los dos Capitanes.

12.º Si hubiere alguna reclamación deberá hacerse al Jurado antes de las veinticuatro horas de terminado el partido.

13.º La copa quedará propiedad de la Sociedad que durante tres años consecutivos obtenga el Campeonato.

14.º La Sociedad que obtenga el campeonato queda obligada a disputarlo al año siguiente, a las Sociedades que se inscriban como establece la base 4.º y si fuera vencida en su provincia o en Madrid devolverá la copa a la Sociedad Organizadora, la cual la entregará al Club vencedor.

15.º Si la Sociedad que obtenga la copa uno ó dos años consecutivos se disolviera hará entrega de ella a la Soeiedad Organizadora.

16.º En estos partidos seguirá cada año el Reglamento aprobado últimamente por la «Federación Internacional de FootBall Asociación.»

17.º Cada Sociedad inscrita para tomar parte en los partidos definitivos, nombrará un delegado que la represente en Madrid, el cual formará parte del Jurado durante el tiempo que se verifiquen los partidos. Si una Sociedad no nombrara delegado que la represente se supondrá que aprueba todas las determinaciones del Jurado.

18.º Ningún individuo que tome parte como jugador en los partidos del Campeonato podrá tomar parte en el Jurado.

19.º El nombre del delegado figurará en las listas mencionadas en la base 2.º y podrá ser substituido siempre que se anuncie a la Sociedad Organizadora con anticipación a la fecha de los partidos definitivos.”
Madrid Foot-Ball Club. 20 de Marzo de 1905. Madrid

Finalmente participaron tres equipos en la edición de 1905, uno por Madrid —vencedor del resultante del Campeonato Regional Centro—, otro por Vizcaya y otro por Guipúzcoa. En principio iba a participar también un representante catalán, que debía ser el ganador de la Copa Cataluña, pero al no haberse finalizado este campeonato a tiempo se quedó sin representación. Los contendientes vascos, al no existir todavía un Campeonato Regional de Vizcaya y Campeonato Regional de Guipúzcoa fueron admitidos a concurso al ser los únicos inscritos y tener aún unificado el fútbol en la región.
Especial interés suscitó el San Sebastián Recreation Club, ya que fue la primera vez que este club disputaba algún encuentro frente a sociedades de otras regiones y poco se sabía de ellos en el resto del país. Se enfrentaron al Madrid Foot-Ball Club y al Athletic Club en un triangular.
Disputaron el primer partido, el 16 de abril, Madrid F. C. y San Sebastián Recreation Club. Se impusieron los madrileños a los vascos. El segundo día, el 18 de abril, se disputó el partido decisivo entre los favoritos para llevarse el torneo, Madrid F. C. y Athletic Club. El resultado supuso que el título quedara en manos de los madrileños, pasara lo que pasara en el último choque, que quedó convertido en un partido casi intrascendente. Los bilbaínos renunciaron a jugar el 20 de abril contra sus vecinos guipuzcoanos y volvieron a Bilbao, por lo que el San Sebastián Recreation Club fue declarado ganador y obtuvo así el subcampeonato según algunas fuentes; según la RFEF, sin embargo, dado que el partido decisivo del torneo fue el que disputaron Madrid F. C. y Athletic Club, este es considerado la final del mismo y el Athletic Club figura, por tanto, en el palmarés como subcampeón.

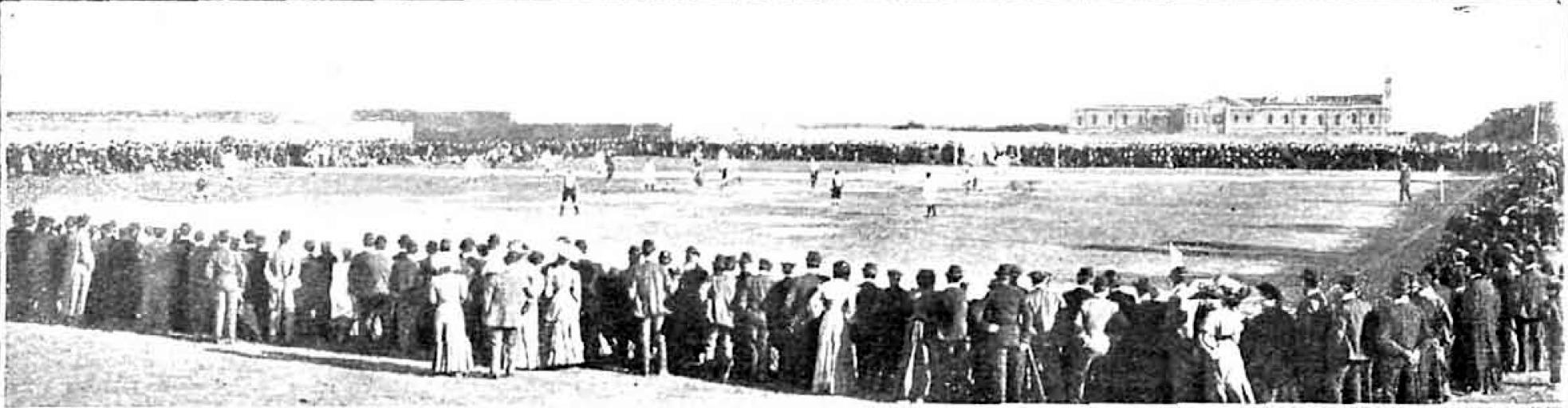
Disputa de la considerada final entre el Madrid F. C. y el Athletic Club el 18 de abril de 1905.

### Participantes
| Equipos participantes | Equipos participantes | Equipos participantes         |
| --------------------- | --------------------- | ----------------------------- |
| Madrid Foot-Ball Club | Athletic Club         | San Sebastián Recreation Club |

## Fase final
| 1.ª Jornada; 16 de abril de 1905 | Madrid F. C.              | 3 - 0 | San Sebastián R. C. | Campo del Retiro, Madrid |                   |
|                                  | - Prast 20' - Alonso 30', |       |                     | Árbitro(s): Prado        | Árbitro(s): Prado |

| 2.ª Jornada; 18 de abril de 1905                                                                          | Madrid F. C. | 1 - 0 | Athletic Club | Campo del Retiro, Madrid |  |
| | - Prast 70'  |       |               |                          |  |
| El partido fue considerado como la final del Campeonato al haber vencido los madrileños sus dos partidos. |              |       |               |                          |  |

| 3.ª Jornada; 20 de abril de 1905                                           | San Sebastián R. C. | n/j | Athletic Club | Campo del Retiro, Madrid |  |
| El partido no llegó a disputarse al encontrarse ya decidido el Campeonato. |                     |     |               |                          |  |

### Final
El sistema fue de liguilla pero este fue el partido decisivo y es considerado por la Real Federación Española de Fútbol como final del torneo.
| 1  | POR | Manuel Alcalde       |  |
| 2  | DEF | José Ángel Berraondo |  |
| 3  | DEF | Telesforo Álvarez    |  |
| 4  | MED | Eugenio Bisbal       |  |
| 5  | MED | Luciano Lizárraga    |  |
| 6  | MED | Enrique Normand      |  |
| 7  | DEL | Pedro Parages        |  |
| 8  | DEL | Federico Revuelto    |  |
| 9  | DEL | Antonio Alonso       |  |
| 10 | DEL | Manuel Prast         |  |
| 11 | DEL | Quincho Yarza        |  |

| 1  | POR | Javier Prado           |  |
| 2  | DEF | Hermenegildo García    |  |
| 3  | DEF | José Irízar            |  |
| 4  | MED | Charles Robert Ruesch  |  |
| 5  | MED | Tomás Murga            |  |
| 6  | MED | Luis Silva             |  |
| 7  | DEL | Davies                 |  |
| 8  | DEL | Luis Romero de Tejada  |  |
| 9  | DEL | William Llewellyn Dyer |  |
| 10 | DEL | Alejandro de la Sota   |  |
| 11 | DEL | Benigno Larrea         |  |

| 70' | Manuel Prast | 1:0 |

| Principal | Foster |

| 1  | POR | Manuel Alcalde       |  |
| 2  | DEF | José Ángel Berraondo |  |
| 3  | DEF | Telesforo Álvarez    |  |
| 4  | MED | Eugenio Bisbal       |  |
| 5  | MED | Luciano Lizárraga    |  |
| 6  | MED | Enrique Normand      |  |
| 7  | DEL | Pedro Parages        |  |
| 8  | DEL | Federico Revuelto    |  |
| 9  | DEL | Antonio Alonso       |  |
| 10 | DEL | Manuel Prast         |  |
| 11 | DEL | Quincho Yarza        |  |

| 1  | POR | Javier Prado           |  |
| 2  | DEF | Hermenegildo García    |  |
| 3  | DEF | José Irízar            |  |
| 4  | MED | Charles Robert Ruesch  |  |
| 5  | MED | Tomás Murga            |  |
| 6  | MED | Luis Silva             |  |
| 7  | DEL | Davies                 |  |
| 8  | DEL | Luis Romero de Tejada  |  |
| 9  | DEL | William Llewellyn Dyer |  |
| 10 | DEL | Alejandro de la Sota   |  |
| 11 | DEL | Benigno Larrea         |  |

| 70' | Manuel Prast | 1:0 |

| Principal | Foster |

| 1  | POR | Manuel Alcalde       |  |
| 2  | DEF | José Ángel Berraondo |  |
| 3  | DEF | Telesforo Álvarez    |  |
| 4  | MED | Eugenio Bisbal       |  |
| 5  | MED | Luciano Lizárraga    |  |
| 6  | MED | Enrique Normand      |  |
| 7  | DEL | Pedro Parages        |  |
| 8  | DEL | Federico Revuelto    |  |
| 9  | DEL | Antonio Alonso       |  |
| 10 | DEL | Manuel Prast         |  |
| 11 | DEL | Quincho Yarza        |  |

| 1  | POR | Javier Prado           |  |
| 2  | DEF | Hermenegildo García    |  |
| 3  | DEF | José Irízar            |  |
| 4  | MED | Charles Robert Ruesch  |  |
| 5  | MED | Tomás Murga            |  |
| 6  | MED | Luis Silva             |  |
| 7  | DEL | Davies                 |  |
| 8  | DEL | Luis Romero de Tejada  |  |
| 9  | DEL | William Llewellyn Dyer |  |
| 10 | DEL | Alejandro de la Sota   |  |
| 11 | DEL | Benigno Larrea         |  |

| 70' | Manuel Prast | 1:0 |

| Principal | Foster |

| 1  | POR | Manuel Alcalde       |  |
| 2  | DEF | José Ángel Berraondo |  |
| 3  | DEF | Telesforo Álvarez    |  |
| 4  | MED | Eugenio Bisbal       |  |
| 5  | MED | Luciano Lizárraga    |  |
| 6  | MED | Enrique Normand      |  |
| 7  | DEL | Pedro Parages        |  |
| 8  | DEL | Federico Revuelto    |  |
| 9  | DEL | Antonio Alonso       |  |
| 10 | DEL | Manuel Prast         |  |
| 11 | DEL | Quincho Yarza        |  |

| 1  | POR | Javier Prado           |  |
| 2  | DEF | Hermenegildo García    |  |
| 3  | DEF | José Irízar            |  |
| 4  | MED | Charles Robert Ruesch  |  |
| 5  | MED | Tomás Murga            |  |
| 6  | MED | Luis Silva             |  |
| 7  | DEL | Davies                 |  |
| 8  | DEL | Luis Romero de Tejada  |  |
| 9  | DEL | William Llewellyn Dyer |  |
| 10 | DEL | Alejandro de la Sota   |  |
| 11 | DEL | Benigno Larrea         |  |

| 70' | Manuel Prast | 1:0 |

| Principal | Foster |

|                      |
| Campeón Madrid F. C. |
| 1.er título          |

## Goleadores
| Jugador        | Equipo       | GF |
| -------------- | ------------ | -- |
| Antonio Alonso | Madrid F. C. | 2  |
| Manuel Prast   | Madrid F. C. | 2  |